# Nekfeu

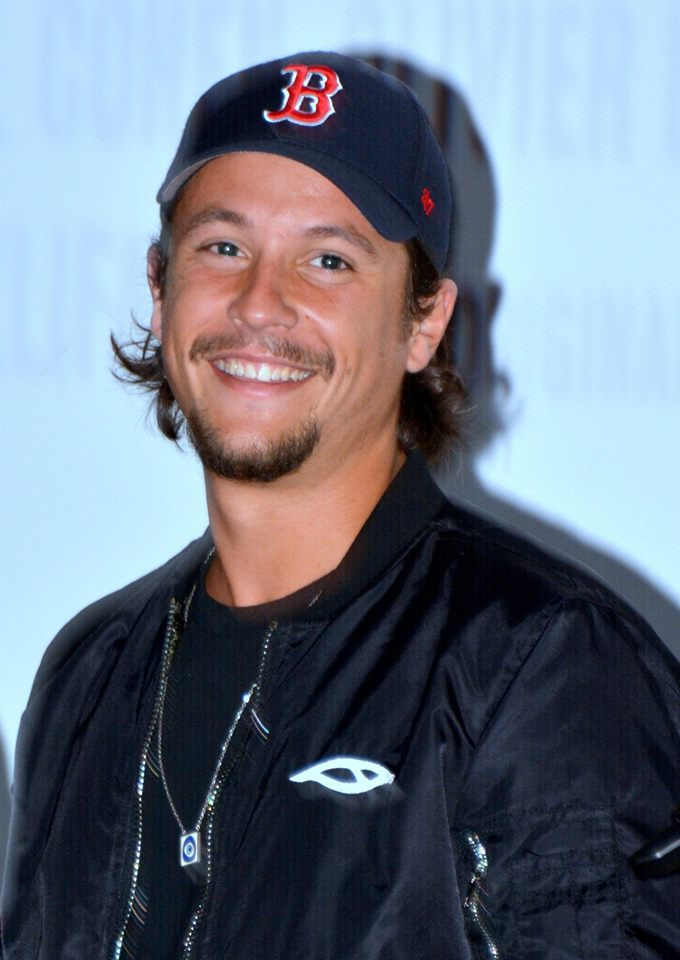
Nekfeu (2017)

Nekfeu (* 3. April 1990 in La Trinité, Département Alpes-Maritimes; eigentlich Ken Samaras) ist ein französischer Rapper. Er ist Mitglied und Mitgründer der Gruppe S-Crew und Teil des Kollektivs 5 Majeur, 1995 und L’Entourage.

## Biografie
Erstmals auf sich aufmerksam machte Nekfeu als Mitglied der Hip-Hop-Gruppe 1995, die ab 2011 mehrere Erfolge in den französischen Charts hatte. 2013 war er auch mit einer zweiten Gruppe, der S-Crew erfolgreich. Sie besteht außer ihm noch aus vier Jugendfreunden.
2013 verfasste er für einen Rap-Song eine Strophe mit dem Satz Ich verlange ein Autodafé für diese Hunde von Charlie Hebdo.
Seine erste Soloveröffentlichung war Ende 2014 die Single Time B.O.M.B., mit der er auch gleich in die französischen Charts einstieg. Für das Frühjahr 2015 plante er sein Debütalbum Feu. Vorab wurden bereits mehrere Songs veröffentlicht, darunter On verra, das Platz 13 erreichte und auch in Belgien erfolgreich war. Am 8. Juni 2015 erschien das Album und kam sowohl in Frankreich, als auch in Belgien und der Schweiz in die Top 5.

## Diskografie

### Alben
| Jahr | Titel                                                                     | Höchstplatzierung, Gesamtwochen, AuszeichnungChartplatzierungen (Jahr, Titel, Platzierungen, Wochen, Auszeichnungen, Anmerkungen) | Höchstplatzierung, Gesamtwochen, AuszeichnungChartplatzierungen (Jahr, Titel, Platzierungen, Wochen, Auszeichnungen, Anmerkungen) | Höchstplatzierung, Gesamtwochen, AuszeichnungChartplatzierungen (Jahr, Titel, Platzierungen, Wochen, Auszeichnungen, Anmerkungen) | Anmerkungen                                                    | [↑]: gemeinsam behandelt mit vorhergehendem Eintrag; [←]: in beiden Charts platziert |
| Jahr | Titel                                                                     | FR | CH | BEW | Anmerkungen                                                    |                                                                                      |
| ---- | ------------------------------------------------------------------------- | --- | --- | --- | -------------------------------------------------------------- | ------------------------------------------------------------------------------------ |
| 2015 | Feu Seine Zoo                                                             | FR3 ×2Doppeldiamant · (106 Wo.)FR                                                                                                 | CH5 (18 Wo.)CH | BEW2 (… Wo.)BEW | Erstveröffentlichung: 8. Juni 2015                             |                                                                                      |
| 2016 | Cyborg Seine Zoo                                                          | FR4 Diamant · (106 Wo.)FR | CH10 (13 Wo.)CH | BEW3 Platin · (371 Wo.)BEW | Erstveröffentlichung: 2. Dezember 2016                         |                                                                                      |
| 2019 | Les étoiles vagabondes Seine Zoo / Polydor (UMG)                          | FR1 ×2Doppeldiamant · (… Wo.)FR                                                                                                   | CH1 (79 Wo.)CH | BEW1 ×2Doppelplatin · (… Wo.)BEW                                                                                                  | Erstveröffentlichung: 6. Juni 2019                             |                                                                                      |
| 2019 | Les étoiles vagabondes: Expansion Seine Zoo / Polydor (UMG)[FR: ↑][CH: ↑] | FR1 ×2Doppeldiamant · (… Wo.)FR                                                                                                   | CH1 (79 Wo.)CH | BEW3 (30 Wo.)BEW | enthält die 18 Songs des Hauptalbums plus 16 zusätzliche Songs |                                                                                      |

### Singles
| Jahr | Titel Album                                            | Höchstplatzierung, Gesamtwochen, AuszeichnungChartplatzierungen (Jahr, Titel, Album, Platzierungen, Wochen, Auszeichnungen, Anmerkungen) | Höchstplatzierung, Gesamtwochen, AuszeichnungChartplatzierungen (Jahr, Titel, Album, Platzierungen, Wochen, Auszeichnungen, Anmerkungen) | Höchstplatzierung, Gesamtwochen, AuszeichnungChartplatzierungen (Jahr, Titel, Album, Platzierungen, Wochen, Auszeichnungen, Anmerkungen) | Anmerkungen                                             |
| Jahr | Titel Album                                            | FR | CH | BEW | Anmerkungen                                             |
| --- | ------------------------------------------------------ | --- | --- | --- | ------------------------------------------------------- |
| 2014 | Time B.O.M.B. –                                        | FR86 (1 Wo.)FR | — | — | Erstveröffentlichung: 19. Dezember 2014                 |
| 2015 | Égérie Feu                                             | FR49 (18 Wo.)FR | — | — | Erstveröffentlichung: 3. April 2015                     |
| 2015 | On verra Feu                                           | FR13 Diamant · (111 Wo.)FR | — | BEW12 (15 Wo.)BEW | Erstveröffentlichung: 12. Mai 2015                      |
| 2015 | Nique les clones, pt. II Feu                           | FR57 (19 Wo.)FR | — | — | Erstveröffentlichung: 28. Mai 2015                      |
| 2015 | Tempête Feu                                            | FR21 (15 Wo.)FR | — | — | Erstveröffentlichung: 1. Juni 2015                      |
| 2015 | Ma dope Feu                                            | FR43 (24 Wo.)FR | — | — | Erstveröffentlichung: 8. September 2015 feat. Spri Noir |
| 2015 | 7:77 am Feu                                            | FR26 (3 Wo.)FR | — | — | Erstveröffentlichung: 7. November 2015 feat. 86 Joon    |
| 2015 | Plume Feu (Réédition)                                  | FR13 (6 Wo.)FR | — | — | Erstveröffentlichung: 13. November 2015                 |
| 2019 | Tricheur Les étoiles vagabondes                        | FR1 Diamant · (64 Wo.)FR | CH12 (4 Wo.)CH | BEW1 Gold · (13 Wo.)BEW | Erstveröffentlichung: 7. Juni 2019 feat. Damso          |
| 2022 | Paradis artificiel –                                   | FR52 Gold · (3 Wo.)FR | — | — | Erstveröffentlichung: 5. Mai 2022                       |
| Folgende Lieder erschienen nicht als Single, wurden aber durch das Album zum Download und Streaming bereitgestellt und konnten somit eine Platzierung erlangen: |                                                        | | | |                                                         |
| |                                                        | | | |                                                         |
| 2015 | Reuf Feu                                               | FR72 Gold · (29 Wo.)FR | — | — |                                                         |
| 2015 | Martin Eden Feu                                        | FR129 (3 Wo.)FR | — | — |                                                         |
| 2015 | Rêve d’avoir des rêves Feu                             | FR111 (1 Wo.)FR | — | — |                                                         |
| 2015 | Mon âme Feu                                            | FR152 (1 Wo.)FR | — | — | feat. Sneazzy                                           |
| 2015 | Reuf Feu                                               | FR72 (15 Wo.)FR | — | — | feat. Ed Sheeran                                        |
| 2015 | Princesse Feu                                          | FR172 (1 Wo.)FR | — | — | feat. Nemir                                             |
| 2015 | Les bruits de ma ville Feu (Réédition)                 | FR44 (1 Wo.)FR | — | — | feat. Phénomène Bizness                                 |
| 2015 | Pars avec moi Feu (Réédition)                          | FR46 (1 Wo.)FR | — | — | feat. 1995                                              |
| 2015 | Mal aimé Feu (Réédition)                               | FR51 (1 Wo.)FR | — | — |                                                         |
| 2015 | La ballade du Frémont Feu (Réédition)                  | FR52 (1 Wo.)FR | — | — | feat. Doums                                             |
| 2015 | Deux-trois Feu (Réédition)                             | FR56 (1 Wo.)FR | — | — | feat. 1995                                              |
| 2015 | Question d’honneur Feu (Réédition)                     | FR78 (1 Wo.)FR | — | — | feat. S-Crew                                            |
| 2016 | Mauvaise graine Cyborg                                 | FR7 Diamant · (52 Wo.)FR | CH72 (2 Wo.)CH | BEW18 (3 Wo.)BEW |                                                         |
| 2016 | Humanoïde Cyborg                                       | FR19 Diamant · (14 Wo.)FR | CH69 (1 Wo.)CH | — |                                                         |
| 2016 | Squa Cyborg                                            | FR15 Diamant · (30 Wo.)FR | CH67 (2 Wo.)CH | — |                                                         |
| 2016 | Galatée Cyborg                                         | FR21 Diamant · (34 Wo.)FR | — | — |                                                         |
| 2016 | Saturne Cyborg                                         | FR25 Diamant · (33 Wo.)FR | CH76 (1 Wo.)CH | — | feat. Sneazzy & S.Pri Noir                              |
| 2016 | Avant tu riais Cyborg                                  | FR57 Diamant · (6 Wo.)FR | — | — | feat. Clara Luciani                                     |
| 2016 | Réalité augmentée Cyborg                               | FR68 Platin · (10 Wo.)FR | — | — |                                                         |
| 2016 | Esquimaux Cyborg                                       | FR72 Platin · (5 Wo.)FR | — | — | feat. Nepal                                             |
| 2016 | Nekketsu Cyborg                                        | FR75 Platin · (2 Wo.)FR | — | — | feat. Nepal                                             |
| 2016 | Besoin de sens Cyborg                                  | FR107 Gold · (1 Wo.)FR | — | — | feat. Framal & Jazzy Bazz                               |
| 2016 | Le regard des gens Cyborg                              | FR118 Gold · (3 Wo.)FR | — | — | feat. Nemir, 2Zer, M.Ekra & Doum’S                      |
| 2016 | Vinyle Cyborg                                          | FR145 Gold · (1 Wo.)FR | — | — | feat. Alpha Wann                                        |
| 2016 | O.D Cyborg                                             | FR155 Gold · (1 Wo.)FR | — | — | feat. Murkage Dave                                      |
| 2016 | Programmé Cyborg                                       | FR200 Gold · (1 Wo.)FR | — | — |                                                         |
| 2019 | Dans l’univers Les étoiles vagabondes                  | FR2 Diamant · (63 Wo.)FR | CH29 (2 Wo.)CH | BEW50 (2 Wo.)BEW | Charteinstieg: 16. Juni 2019 feat. Vanessa Paradis      |
| 2019 | Elle pleut Les étoiles vagabondes                      | FR3 Diamant · (87 Wo.)FR | CH32 (2 Wo.)CH | — | Charteinstieg: 16. Juni 2019 feat. Nemir                |
| 2019 | Cheum Les étoiles vagabondes                           | FR4 Diamant · (32 Wo.)FR | — | — | Charteinstieg: 14. Juni 2019                            |
| 2019 | Les étoiles vagabondes                                 | FR5 Diamant · (18 Wo.)FR | — | — | Charteinstieg: 14. Juni 2019                            |
| 2019 | Alunissons Les étoiles vagabondes                      | FR7 Diamant · (18 Wo.)FR | — | — | Charteinstieg: 14. Juni 2019                            |
| 2019 | Voyage léger Les étoiles vagabondes                    | FR8 Platin · (16 Wo.)FR | — | — | Charteinstieg: 14. Juni 2019                            |
| 2019 | Takotsubo Les étoiles vagabondes                       | FR9 Platin · (12 Wo.)FR | — | — | Charteinstieg: 14. Juni 2019                            |
| 2019 | Menteur menteur Les étoiles vagabondes                 | FR11 Platin · (14 Wo.)FR | — | — | Charteinstieg: 14. Juni 2019                            |
| 2019 | Le bruit qui court Les étoiles vagabondes              | FR13 Platin · (13 Wo.)FR | — | — | Charteinstieg: 14. Juni 2019                            |
| 2019 | Premier pas Les étoiles vagabondes                     | FR14 Platin · (16 Wo.)FR | — | — | Charteinstieg: 14. Juni 2019                            |
| 2019 | Ciel noir Les étoiles vagabondes                       | FR15 Gold · (11 Wo.)FR | — | — | Charteinstieg: 14. Juni 2019                            |
| 2019 | De mon mieux Les étoiles vagabondes                    | FR16 Platin · (11 Wo.)FR | — | — | Charteinstieg: 14. Juni 2019                            |
| 2019 | Compte les hommes Les étoiles vagabondes               | FR17 Gold · (7 Wo.)FR | — | — | Charteinstieg: 14. Juni 2019 feat. Alpha Wann           |
| 2019 | Olá Kalá Les étoiles vagabondes                        | FR18 Platin · (9 Wo.)FR | — | — | Charteinstieg: 14. Juni 2019                            |
| 2019 | Koala mouille Les étoiles vagabondes                   | FR19 Gold · (5 Wo.)FR | — | — | Charteinstieg: 14. Juni 2019                            |
| 2019 | Pixels Les étoiles vagabondes                          | FR21 Gold · (5 Wo.)FR | — | — | Charteinstieg: 14. Juni 2019 feat. Crystal Kay          |
| 2019 | 1er rôle Les étoiles vagabondes                        | FR23 Gold · (5 Wo.)FR | — | — | Charteinstieg: 14. Juni 2019                            |
| 2019 | Ken Kaneki Les étoiles vagabondes: Expansion           | FR18 Diamant · (16 Wo.)FR | — | — | Charteinstieg: 28. Juni 2019                            |
| 2019 | Écrire Les étoiles vagabondes: Expansion               | FR21 Diamant · (14 Wo.)FR | — | — | Charteinstieg: 28. Juni 2019                            |
| 2019 | Sous les nuages Les étoiles vagabondes: Expansion      | FR23 Platin · (12 Wo.)FR | — | — | Charteinstieg: 28. Juni 2019                            |
| 2019 | Cdglaxjfkhndath Les étoiles vagabondes: Expansion      | FR33 Gold · (6 Wo.)FR | — | — | Charteinstieg: 28. Juni 2019 feat. 2zer & Mekra         |
| 2019 | Energie sombre Les étoiles vagabondes: Expansion       | FR38 Diamant · (6 Wo.)FR | — | — | Charteinstieg: 28. Juni 2019                            |
| 2019 | Natsukashii Les étoiles vagabondes: Expansion          | FR47 Platin · (9 Wo.)FR | — | — | Charteinstieg: 28. Juni 2019                            |
| 2019 | L’air du temps Les étoiles vagabondes: Expansion       | FR51 Gold · (6 Wo.)FR | — | — | Charteinstieg: 28. Juni 2019                            |
| 2019 | Oui et non Les étoiles vagabondes: Expansion           | FR56 Gold · (5 Wo.)FR | — | — | Charteinstieg: 28. Juni 2019                            |
| 2019 | Rouge à lèvres Les étoiles vagabondes: Expansion       | FR58 Gold · (3 Wo.)FR | — | — | Charteinstieg: 28. Juni 2019 feat. BJ the Chicago Kid   |
| 2019 | Chanson d’amour Les étoiles vagabondes: Expansion      | FR59 Platin · (6 Wo.)FR | — | — | Charteinstieg: 28. Juni 2019                            |
| 2019 | De mes cendres Les étoiles vagabondes: Expansion       | FR64 Platin · (4 Wo.)FR | — | — | Charteinstieg: 28. Juni 2019                            |
| 2019 | Jeux vidéo et débats Les étoiles vagabondes: Expansion | FR66 Gold · (3 Wo.)FR | — | — | Charteinstieg: 28. Juni 2019                            |
| 2019 | Dernier soupir Les étoiles vagabondes: Expansion       | FR74 Gold · (4 Wo.)FR | — | — | Charteinstieg: 28. Juni 2019                            |
| 2019 | Nouvel homme Les étoiles vagabondes: Expansion         | FR76 Gold · (2 Wo.)FR | — | — | Charteinstieg: 28. Juni 2019                            |
| 2019 | Interlude Fifty Les étoiles vagabondes: Expansion      | FR80 Gold · (2 Wo.)FR | — | — | Charteinstieg: 28. Juni 2019                            |
| 2019 | À la base Les étoiles vagabondes: Expansion            | FR83 Gold · (2 Wo.)FR | — | — | Charteinstieg: 28. Juni 2019                            |
| 2020 | AAA Don Dada Mixtape Vol.1                             | FR18 Gold · (7 Wo.)FR | — | — | Charteinstieg: 25. Dezember 2020 mit Alpha Wann         |
| 2020 | Malevil Don Dada Mixtape Vol.1                         | FR34 Gold · (3 Wo.)FR | — | — | Charteinstieg: 25. Dezember 2020                        |
| 2020 | San Andreas Don Dada Mixtape Vol.1                     | FR35 (2 Wo.)FR | — | — | Charteinstieg: 25. Dezember 2020 mit Lesram             |
| 2020 | 3095 Pt2 Don Dada Mixtape Vol.1                        | FR69 Gold · (1 Wo.)FR | — | — | Charteinstieg: 25. Dezember 2020 mit Alpha Wann & 3010  |

### Als Gastmusiker
| Jahr | Titel Album                               | Höchstplatzierung, Gesamtwochen, AuszeichnungChartplatzierungen (Jahr, Titel, Album, Platzierungen, Wochen, Auszeichnungen, Anmerkungen) | Höchstplatzierung, Gesamtwochen, AuszeichnungChartplatzierungen (Jahr, Titel, Album, Platzierungen, Wochen, Auszeichnungen, Anmerkungen) | Höchstplatzierung, Gesamtwochen, AuszeichnungChartplatzierungen (Jahr, Titel, Album, Platzierungen, Wochen, Auszeichnungen, Anmerkungen) | Anmerkungen                                                                |
| Jahr | Titel Album                               | FR | CH | BEW | Anmerkungen                                                                |
| --- | ----------------------------------------- | --- | --- | --- | -------------------------------------------------------------------------- |
| 2013 | Voilà Nouvo mode                          | FR145 (1 Wo.)FR | — | — | Erstveröffentlichung: 30. Dezember 2013 Sneazzy feat. Nekfeu               |
| 2016 | Jusqu’au bout (Creed) Destins liés        | FR75 (2 Wo.)FR | — | — | Erstveröffentlichung: 12. Januar 2016 mit S-Crew                           |
| 2016 | Les Princes La dictature                  | FR18 Diamant · (15 Wo.)FR | — | — | Erstveröffentlichung: 19. Februar 2016 MZ feat. Nekfeu                     |
| 2016 | Skurt Cobain Dieu bénisse Supersound      | FR165 Platin · (5 Wo.)FR | — | — | Erstveröffentlichung: 6. Oktober 2016 Sneazzy feat. Nekfeu                 |
| 2018 | Waow Polak                                | FR32 Gold · (5 Wo.)FR | — | — | Erstveröffentlichung: 5. Oktober 2018 PLK feat. Nekfeu                     |
| 2019 | Ce soir Pilote & Co                       | FR27 (7 Wo.)FR | — | — | Erstveröffentlichung: 12. Dezember 2019 Doums feat. Nekfeu & Naë           |
| 2022 | Élément 115 Memoria                       | FR12 (4 Wo.)FR | CH86 (1 Wo.)CH | BEW48 (1 Wo.)BEW | Erstveröffentlichung: 20. Januar 2022 Jazzy Bazz feat. Nekfeu              |
| Folgende Lieder erschienen nicht als Single, wurden aber durch das Album zum Download und Streaming bereitgestellt und konnten somit eine Platzierung erlangen: |                                           | | | |                                                                            |
| |                                           | | | |                                                                            |
| 2016 | Paris la nuit Monster Tape                | FR161 (1 Wo.)FR | — | — | Rim’k feat. Nekfeu                                                         |
| 2016 | À deux pas Alph Lauren 2                  | FR172 (1 Wo.)FR | — | — | Alpha Wann feat. Nekfeu                                                    |
| 2016 | Putain d’époque Yuri                      | FR73 Gold · (4 Wo.)FR | — | — | Dosseh feat. Nekfeu                                                        |
| 2017 | Tu rêves Grand cru                        | FR95 Gold · (6 Wo.)FR | — | — | Deen Burbigo feat. Nekfeu                                                  |
| 2017 | De l’autre côté Comme prévu               | FR2 Diamant · (49 Wo.)FR | CH71 (1 Wo.)CH | — | Charteinstieg: 15. September 2017 Ninho feat. Nekfeu                       |
| 2017 | Zone La fête est finie                    | FR5 Platin · (14 Wo.)FR | — | — | Orelsan feat. Nekfeu & Dizzee Rascal                                       |
| 2018 | M.I.L.S 2.0                               | FR3 Diamant · (38 Wo.)FR | — | — | Charteinstieg: 6. April 2018 Verkäufe: + 333.333; Ninho feat. Nekfeu       |
| 2018 | Juste pour voir Masque blanc              | FR25 Platin · (38 Wo.)FR | — | — | S.Pri Noir feat. Nekfeu                                                    |
| 2018 | Éternité Nuit                             | FR46 Platin · (6 Wo.)FR | — | — | Jazzy Bazz feat. Nekfeu                                                    |
| 2019 | Paire d’as Poison ou antidote             | FR10 Gold · (6 Wo.)FR | — | — | Charteinstieg: 22. November 2019 Verkäufe: + 100.000; Dadju feat. Nekfeu   |
| 2020 | En face Adios Bahamas                     | FR56 Gold · (2 Wo.)FR | — | — | Charteinstieg: 17. Januar 2020 Népal feat. Nekfeu                          |
| 2020 | Étincelles Nouvo mode                     | FR48 Gold · (2 Wo.)FR | — | — | Charteinstieg: 13. März 2020 Sneazzy feat. Alpha Wann, Nekfeu & S.Pri Noir |
| 2020 | Turn Up Selection Naturelle               | FR22 (2 Wo.)FR | — | — | Charteinstieg: 27. November 2020 Kalash Criminel feat. Nekfeu              |
| 2020 | Moins un Stamina                          | FR1 Platin · (12 Wo.)FR | CH49 (1 Wo.)CH | BEW27 (2 Wo.)BEW | Charteinstieg: 6. Dezember 2020 Dinos feat. Nekfeu                         |
| 2021 | C’est quoi l’del Les Vestiges du Fléau    | FR51 (1 Wo.)FR | — | — | Charteinstieg: 4. Juni 2021 Gims feat. Nekfeu                              |
| 2021 | On y est Pilot3                           | FR194 (1 Wo.)FR | — | — | Doums feat. Nekfeu                                                         |
| 2021 | Special L’Étrange Histoire de Mr.Anderson | FR7 Diamant · (46 Wo.)FR | CH91 (1 Wo.)CH | BEW45 (1 Wo.)BEW | Charteinstieg: 25. Juli 2021 Laylow feat. Nekfeu & Foushee                 |
| 2021 | Jeune d’en bas Vrai 2 vrai                | FR21 Gold · (10 Wo.)FR | — | — | Charteinstieg: 30. Juli 2021 Da Uzi feat. Nekfeu                           |
| 2024 | Shaggy Malcom                             | FR19 (… Wo.)FR | — | — | Zed feat. Nekfeu                                                           |

## Auszeichnungen für Musikverkäufe
Anmerkung: Auszeichnungen in Ländern aus den Charttabellen bzw. Chartboxen sind in ebendiesen zu finden.
| Land/RegionAuszeichnungen für Musikverkäufe (Land/Region, Auszeichnungen, Verkäufe, Quellen) | Gold       | Platin       | Diamant       | Verkäufe   | Quellen         |
| -------------------------------------------------------------------------------------------- | ---------- | ------------ | ------------- | ---------- | --------------- |
| Belgien (BRMA)                                                                               | Gold1      | 3× Platin3   | —             | 90.000     | ultratop.be     |
| Frankreich (SNEP)                                                                            | 31× Gold31 | 19× Platin19 | 25× Diamant25 | 15.183.330 | snepmusique.com |
| Insgesamt                                                                                    | 32× Gold32 | 22× Platin22 | 25× Diamant25 |            |                 |